# Thromidia seychellesensis
Thromidia seychellesensis är en sjöstjärneart som beskrevs av Pope och Ross Robert Mackerras Rowe 1977. Thromidia seychellesensis ingår i släktet Thromidia och familjen Mithrodiidae. Inga underarter finns listade i Catalogue of Life.